# Paralepas
Paralepas är ett släkte av kräftdjur. Paralepas ingår i familjen Heteralepadidae.
Kladogram enligt Catalogue of Life:
| Paralepas | \| \| Paralepas americana \| \| \| \| \| \| Paralepas palinuri \| \| \| \| \| \| Paralepas percarinata \| \| \| \| |
|           | \| \| Paralepas americana \| \| \| \| \| \| Paralepas palinuri \| \| \| \| \| \| Paralepas percarinata \| \| \| \| |
|           | Heteralepas |
|           | |
|           | Paralepas americana                                                                                                |
|           | |
|           | Paralepas palinuri                                                                                                 |
|           | |
|           | Paralepas percarinata                                                                                              |
|           | |

|  | Paralepas americana   |
|  |                       |
|  | Paralepas palinuri    |
|  |                       |
|  | Paralepas percarinata |
|  |                       |